# Росгартенські ворота

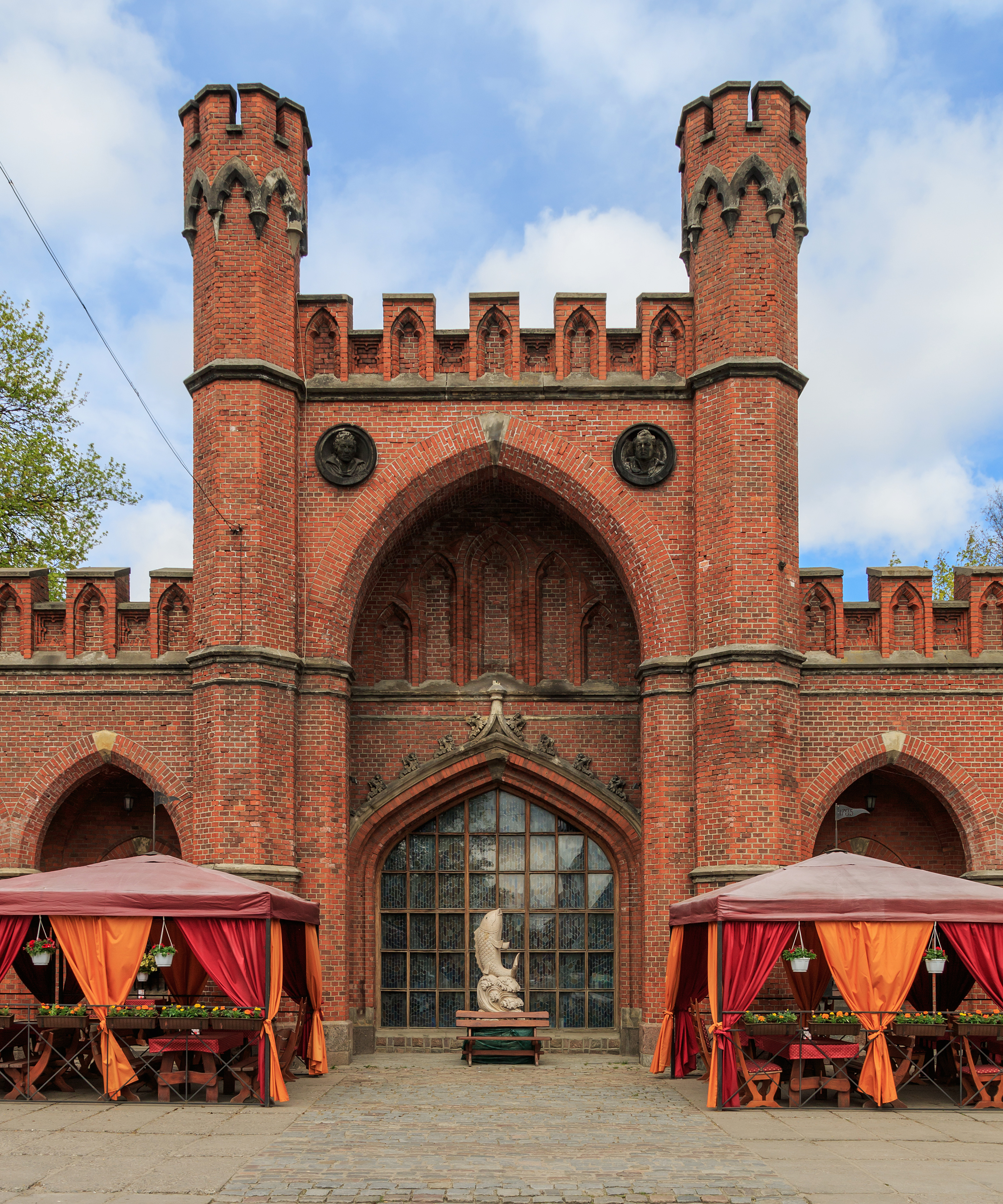
Росгартенські ворота

Росгартенські ворота (нім. Rossgärter Tor) — одні з семи збережених міських воріт Калінінграда. Розташовані на перетині вулиць Черняховського та Олександра Невського, поруч з площею Василевського і музеєм бурштину.

## Історія
Нинішня будівля воріт розташоване на тому місці, де розташовувалися однойменні ворота, що належали до першого вального зміцнення міста (початок XVII століття).
Збереглося до наших днів будинок воріт було побудовано в 1852–1855 роках за проєктом Інженера-гауптману та директора кріпосного будівництва Ірфюгельбрехта і інженер-лейтенанта фон Хайле у Кенігсберзі. Проєкт фасаду воріт був розроблений таємним верховним будівельним радником Августом Штюлером, керівником Технічної будівельної депутації в Берліні. Автор скульптурних прикрас — Вільгельм Людвіг Штюрмер.
Перший проєкт воріт був розроблений в 1852 році відомством фортець у Кенігсберзі. Цей проєкт був значно перероблений таємним радником Штюлером. Штюлера сам опрацював проєкт фасаду, надавши йому ярковираженний готичні форми.
Після війни ворота були відновлені і стали використовуватися як кафе-ресторан «Сонячний камінь».

## Архітектура
Ворота мають всього один проїзд шириною чотири метри. З обох сторін з боків від проїзду розташовано по три каземату. Таким чином фасад воріт складається з семи прорізів. З боку міста каземати мають вікна, з зовнішньої сторони — амбразури.
Зверху над фасадом воріт розташований ряд зубців, розділений на дві половини піднесеної центральною частиною. З боків центральна частина обрамлена двома високими восьмигранними башточками, які завершуються декоративними машикулями. Між башточками розташована висока арка, предворяется власне в'їзд у ворота. Над аркою розташована спостережна майданчик, огороджений зубцями. Праворуч і ліворуч від арки проходять аркади, що складаються з арок, що спираються на колони.
З боків від головної арки розташовані два медальйона-портрета, що зображують прусських генералів Шарнхорста і Гнейзенау.
У той час як міська сторона воріт відрізняється красивим декоративним оформленням, зовнішня сторона не має декоративних прикрас. Із зовнішнього боку проїзд прикритий блокгаузи, з якого можна вести круговий рушничний і артилерійської вогонь і кордегардіями, з амбразур якої можна було вести фронтальний і фланговий вогонь. Кордегардия мала розсувні ворота. Перед кордегардіями розташовувався рів, через який було перекинуто підйомний міст. B 1972 році поступово реконструювали росгартенські ворота.